# Khedrub Gyatso
Khedrup Gyatso (Jedrup Gyatso) (tibetano:མཁས་གྲུབ་རྒྱ་མཚོ་, wylie:mkhas grub rgya mtsho, pinyin tibetano:Kaichub Gyaco) (19 de diciembre de 1838- Palacio de Potala, Lhasa 31 de enero de 1856) undécimo dalái lama. 
Lo reconocieron como tal en 1840, y provenía de la misma aldea que Kelsang Gyatso, séptimo dalái lama. Llegó al trono el 1 de marzo de 1855, pero falleció en menos de un año. 
Su vida no obstante comprende acontecimientos políticos importantes como las Guerras de Ladakh, las Guerras del Opio y la Rebelión Taiping.
- Mullin, Glenn H. (2001). The Fourteen Dalai Lamas: A Sacred Legacy of Reincarnation, pp. 361–367. Clear Light Publishers. Santa Fe, Nuevo México. ISBN 1-57416-092-3.